# Château de Fontenelle (Seine-et-Marne)
Pour l’article homonyme, voir Château de Fontenelle.
 (juillet 2018).
Si vous disposez d'ouvrages ou d'articles de référence ou si vous connaissez des sites web de qualité traitant du thème abordé ici, merci de compléter l'article en donnant les références utiles à sa vérifiabilité et en les liant à la section « Notes et références ».
Le château de Fontenelle est un château se trouvant à Chanteloup-en-Brie, en Seine-et-Marne, en France.

## Description
Une bâtisse à la toiture d'ardoise, le château est composé de deux tours et d'une partie centrale qui baigne dans l'eau côté sud. Entièrement entouré de douves, le château est accessible par deux ponts : un en pierre et l'autre en métal sculpté. Il y a nombreux arbres centenaires au parc du château de Fontenelle. Les douves du château sont alimentés par la rû du Gasset. C'est un château privé non visitable.

## Localisation
Le château de Fontenelle se trouve en France, dans le département de Seine-et-Marne à 29 kilomètres de Paris dans la commune Chanteloup-en-Brie. Il bénéficie de la proximité du Centre commercial Val d'Europe, de shopping  outlet « La Vallée Village » et se trouve à moins de 5 kilomètres du Parc Disneyland à Marne-la-Vallée.

## Historique[2]
Les origines du château remontent au Moyen Âge.
« Pierre, chevalier de Chanteloup » inscrit sur la cloche de l'église, qui date du XIIIe siècle est le nom du seigneur de Fontenelle.
Il s'agit de la maison natale du célèbre photographe français et l'un des fondateurs de l'agence Magnum Henri Cartier-Bresson (1908-2004)[réf. nécessaire],
Monseigneur Roncalli, futur Jean XXIII, y séjourne le 23 mai 1952.